# Схинопсис
Схино́псис (лат. Schinopsis) — род южноамериканских деревьев семейства Сумаховые. Виды относящихся к этому роду деревьев произрастают в разных регионах экорегиона Гран-Чако, включая районы северной Аргентины, Боливии и Парагвая. Общее название этих деревьев — квебрахо, из испанского quiebra-hacha, букв. «топоролом», указание на твёрдость его древесины.

## Род включает в себя следующие виды
- Schinopsis balansae Engl. Местное название — «квебрахо колорадо чакэньо» (исп. Quebracho colorado chaqueño)
- Schinopsis brasiliensis Engl.
- Schinopsis haenkeana Engl.
- Schinopsis quebracho-colorado (Schltdl.) F.A.Barkley & T.Mey. [syn.  Schinopsis lorentzii (Griseb.) Engl.] Местное название — «квебрахо колорадо сантьягуэньо» (исп. Quebracho colorado santiagueño)

Схинопсис является единственным родом растений, которым питается бабочка Coleophora haywardi.